# Dorcus prasobsuki
Dorcus prasobsuki là một loài bọ cánh cứng trong họ Lucanidae. Loài này được Baba mô tả khoa học năm 2006.